# 大田弘
大田 弘（おおた ひろし、1952年12月30日 - ）は、日本の土木技術者、実業家。熊谷組代表取締役社長や、同社代表取締役会長、日本土木工業協会副会長、日本建設機械施工協会副会長などを務めた。

## 人物・経歴
富山県下新川郡宇奈月町（現・黒部市）出身。富山県立魚津高等学校を経て、1975年北海道大学工学部土木工学科卒業、熊谷組入社。経営企画部長、土木事業本部副本部長、経営企画本部長等を経て、2002年執行役員。2003年常務取締役。2005年代表取締役社長。2009年日本土木工業協会副会長。2012年日本建設機械施工協会副会長。2013年代表取締役会長。2015年相談役。
2025年（令和7年）春の叙勲で旭日中綬章を受章した。